# 梅拉妮·琼斯
梅拉妮·琼斯（英語：Melanie Jones，1963年或1964年—），新西兰女子游泳运动员。她曾代表新西兰参加1978年和1982年英联邦运动会游泳比赛，其中1982年英联邦运动会获得一枚铜牌。